# Sergio Canavero
Sergio Canavero (* 1964 in Turin) ist ein italienischer Neurochirurg. Er ist bekannt für seine Ankündigung einer Kopftransplantation am Menschen für 2017.

## Leben und Werk
Canavero studierte Medizin in Turin und war bis 2015 Neurochirurg und Professor in Turin. Dort baute er die Turin Advanced Neuromodulation Group (TANG) auf, untersuchte die Anwendung elektrischer Hirnstimulation beim Apallischen Syndrom, der Parkinson-Krankheit und bei der Erholung von Schlaganfällen und forschte zum Zentralen Schmerz, über den er eine Monographie verfasste. Von ihm stammen rund 100 wissenschaftliche Veröffentlichungen mit Peer-Review.
Am 25. Februar 2015 kündigte er im New Scientist an, spätestens 2017 einen menschlichen Kopf zu transplantieren (genannt cephalosomatische Anastomose, CSA) und teilte das außerdem bei einem Vortrag auf dem Jahreskongress der American Academy of Neurological and Orthopaedic Surgeons (AANOS) im selben Jahr in Annapolis mit. Er nennt das Projekt Heaven (Head Anastomosis Venture) und stellte auch einen möglichen Patienten vor, den  an unheilbarem Muskelschwund erkrankten russischen Programmierer Valery Spiridonov, der aber wahrscheinlich nicht der erste Kandidat einer Kopftransplantation sein wird.
Experimente dazu gab es schon in den 1970er Jahren an Affen durch Robert J. White in Cleveland, der dazu auch einige Techniken entwickelte, wie das Herunterkühlen des Gehirns vor der Abtrennung auf rund 10 Grad Celsius. Canavero beklagt die massive Kritik an seinem Plan, an dem er nach eigenen Angaben schon jahrzehntelang arbeitet, und sucht Geldgeber und Mitstreiter. Er selbst hat allerdings keine Tierexperimente durchgeführt (die er in diesem Fall auch für grundsätzlich nicht aussagekräftig hält), dazu verlässt er sich auf einen weltweiten Kreis von Kollegen, wie Ren Xiaoping in Harbin in China, der 1999 in Louisville an der ersten Handtransplantation beteiligt war und 2013 bekanntgab erfolgreich Mäusen einen Kopf transplantiert zu haben (sowie an einem Affen, der aus ethischen Gründen nach 20 Stunden eingeschläfert wurde). Den Kopf wollte Canavero relativ hoch zwischen dem fünften und sechsten Halswirbel mit einem möglichst scharfen Schnitt abtrennen. Das Zusammenwachsen der Nerven soll durch Polyethylenglykol (PEG) gefördert werden. Dafür zitiert er eine Studie des Düsseldorfer Professors für Molekulare Neurobiologie Hans Werner Müller, die zwar Hinweise für die Verwendbarkeit von PEG als Matrix für ein solches Zusammenwachsen von Nervenenden liefert, nach Aussage von Müller selbst aber nur der Grundlagenforschung dient und keinesfalls praxistauglich ist. Gewisse Erfolge mit PEG bei Kopftransplantationen von Hunden gab der koreanische Veterinärmediziner C-Yoon Kim (Konkuk-Universität Seoul) bekannt, der ebenfalls mit Canavero in Kontakt steht.  Die Operation selbst kann Canavero nur mit Unterstützung anderer Chirurgen und anderer Spezialisten durchführen (geplant waren 2 Teams mit insgesamt 80 Chirurgen, verdoppelt durch weiteres medizinisches Personal), sie sollte mindestens 36 Stunden dauern und über 10 Millionen Dollar kosten. Er selbst will dabei den Teil übernehmen, bei dem es um die Zusammenführung der Millionen Rückenmarksnerven geht.  Er erwartet keinen vollständigen Erfolg und wäre schon bei einer Neuverbindung von 10 bis 20 Prozent der Nerven zufrieden. Noch Ende 2015 meinte er allerdings, dass dazu noch neue Innovationen wie elektrische Stimulation über das Rückenmark notwendig sind. Der Patient sollte nach der Operation 3 Wochen in künstlichem Koma liegen, um Bewegung bei der Phase der Wiederverbindung der Rückenmarksnerven zu verhindern.  Im November 2017 wurde bekannt, dass die von Canavero in China geplante Transplantation eines menschlichen Kopfes von den dortigen Gesundheitsbehörden untersagt wurde.
Der langjährige Herausgeber der Zeitschrift Surgery Michael Sarr war nach eigenen Worten anfänglich sehr skeptisch, konnte jedoch von Canavero überzeugt werden ein Symposium über das Thema 2016 zu veröffentlichen. Er hält die Operation für eine Tour de Force, die vielen einzelnen Schritte wären aber schon jeder für sich durchgeführt worden und teilweise Routine, wenn auch jedes mit eigenen inhärenten Risiken. Canavero sieht keine ethischen Probleme, über die letztlich nur der Patient nach freiem Willen zu entscheiden habe (und selbst der Körperspender hat etwas nach Canavero von der Operation, da mögliche Nachkommen von ihm sind).
White hatte in den 1970er Jahren zeitweise auch mit dem Gedanken gespielt, doch standen damals nicht wie heute Immunsuppressiva für Transplantationen zur Verfügung (seine operierten Affen starben nach spätestens einer Woche aufgrund der eigenen Immunabwehr).
Canavero ist verheiratet und hat zwei Kinder.
Er betreibt Kampfsport. In Italien veröffentlichte er auch ein Buch über die Verführung von Frauen (Donne Scoperte).

## Schriften
- mit Vincenzo Bonicalci: Central Pain Syndrome, Cambridge University Press, 2007, 2. Auflage 2011
- Immortal. Why the consciousness is not your brain, 2014
- mit Edoardo Rosati: Head transplantation and the quest for immortality, 2015 (italienisches Original: Il cervello immortale, Sperling & Kupfer, Mailand 2015)
- als Herausgeber: Textbook of Cortical Brain Stimulation, De Gruyter Open 2014
- HEAVEN: The head anastomosis venture Project outline for the first human head transplantation with spinal linkage (GEMINI), Surgical Neurology International, Band 4, S. 335–342, 13. Juni 2013, Online
- The “Gemini” spinal cord fusion protocol: Reloaded, Surgical Neurology International, Band 6, 2015, S. 18, PMC 4322377 (freier Volltext)
- mit Xiaoping Ren: Human head transplantation. Where do we stand and a call to arms, Surgical Neurology International, 28. Januar 2016, Online
- mit X. Ren, E. V. Orlova, E.I. Maevsky, V. Bonicalzi: Brain protection during cephalosomatic anastomosis, Surgery, Band 160, Juli 2016, S. 5–10, PMID 27143608.[10]
- mit Georg Kindel: Medicus magnus: Die Revolution der Medizin und wie wir sie für uns nützen, Edition a, Wien 2017, ISBN 978-3-99001-243-7

## Theater
- Markus Zohner (Text und Regie): Radio Frankenstein, Theaterstück über Prof. Sergio Canavero, und die Planung, Vorbereitung und Durchführung der ersten Kopfverpflanzung der Menschheit. Coproduktion der Markus Zohner Theater Compagnie mit dem Joint Research Centre der Europäischen Kommission. Uraufführung: 9. September 2017, Lugano / Schweiz, englische Erstaufführung: 5. Oktober 2017, Joint Research Centre, Ispra / Italien.